# Фарах Зейнеп Абдуллах
Фарах Зейнеп Абдуллах (тур. Farah Zeynep Abdullah, нар. 17 серпня 1989, Стамбул) — турецька акторка та співачка.

## Біографія
Фарах народилася 17 серпня 1989 року в стамбульському районі Бешикташ (Туреччина). Її батько Осман Абдуллах — іракський туркмен, а мати Гюлай Абдуллах — домогосподарка турецького походження.
Ім'я Фарах з арабської означає «щастя». В Фарах є двоє братів. Вона навчалася у французькому ліцеї «Сен-Мішель» до моменту, поки її сім'я не переїхала до Лондона.
У Великій Британії Абдуллах закінчила середню школу. Вільно володіє англійською та французькою.
В шкільні роки брала участь у різноманітних театральних виставах. За участь в одній з них отримала нагороду «Найкраща акторка школи» .

## Кар'єра
Розпочала зніматись в кіно з 2010 року. Її першим проектом став серіал «Безцінний час», у якому вона протягом трьох років виконувала роль Айлін Акарсу. Наступною вагомою роллю акторки стала роль Медіхи у фільмі «Сон метелика». 
В 2014 знялася у відомому серіалі «Курт Сеїт і Шура», в якому виконала роль Шури. Її партнером був відомий актор Киванч Татлитуг. Потім знімалась в серіалі «Прошепочи, якщо забуду» та фільмі «Маленька проблема Ейлюль».
В 2015 році озвучила роль Азри в мультфільмі «Barbie in Rock'n Royals».
В 2016 знялася у фільмі «Кислі яблука». Пізніше стало відомо, що Фарах отримала роль у другому сезоні серіалу Величне століття. Нова володарка. У цьому серіалі вона зіграла роль угорської принцеси Фарьї Бетлен.
У вільний від зйомок час Фарах займається вокалом.

## Особисте життя
З 2013 року зустрічалась з Гекханом Тірьякі. В грудні 2016 вони розійшлися. 
 З січня 2017 року Фарах почала зустрічатись з партнером по серіалу «Величне століття. Нова володарка» Джанером Джиндоруком, з яким розійшлась у тому ж році.

## Фільмографія
- 2010 — 2012 Безцінний час (серіал) — Айлін Акарсу
- 2012 Сон метелика (фільм) — Медіха Сессіз
- 2013 Маленька проблема Ейлюль (фільм) — Ейлюль
- 2014 Курт Сеіт та Шура (серіал) — Олександра Юліанівна Верженська
- 2014 Шепни, якщо забуду (фільм)— Хатідже Айпері
- 2014 Сто мінус п'ять дорівнює Джахіде — Джахіде Сонку
- 2016 Кислі яблука[en] (фільм) — Муазес Озай
- 2016 — 2017 Величне століття. Нова володарка (серіал) — Фарья Бетлен
- 2017 Аріф 216 (фільм) — Аджа Пекан
- 2018 Гюлізар (серіал) — Гюлізар Сепетчі
- 2018 Заради нас (фільм) — Бегюм Атман
- 2020 Квартира невинних (серіал) - Інджі Оздемір
- 2022 Берген (фільм) - Берген
- 2023 Кизиловий шербет (серіал) - Дільруба